# Thanatus fuscipes
Thanatus fuscipes es una especie de araña cangrejo del género Thanatus, familia Philodromidae. Fue descrita científicamente por Denis en 1957.

## Distribución
Esta especie se encuentra en Argelia.